# Ilhéus dos Mosteiros

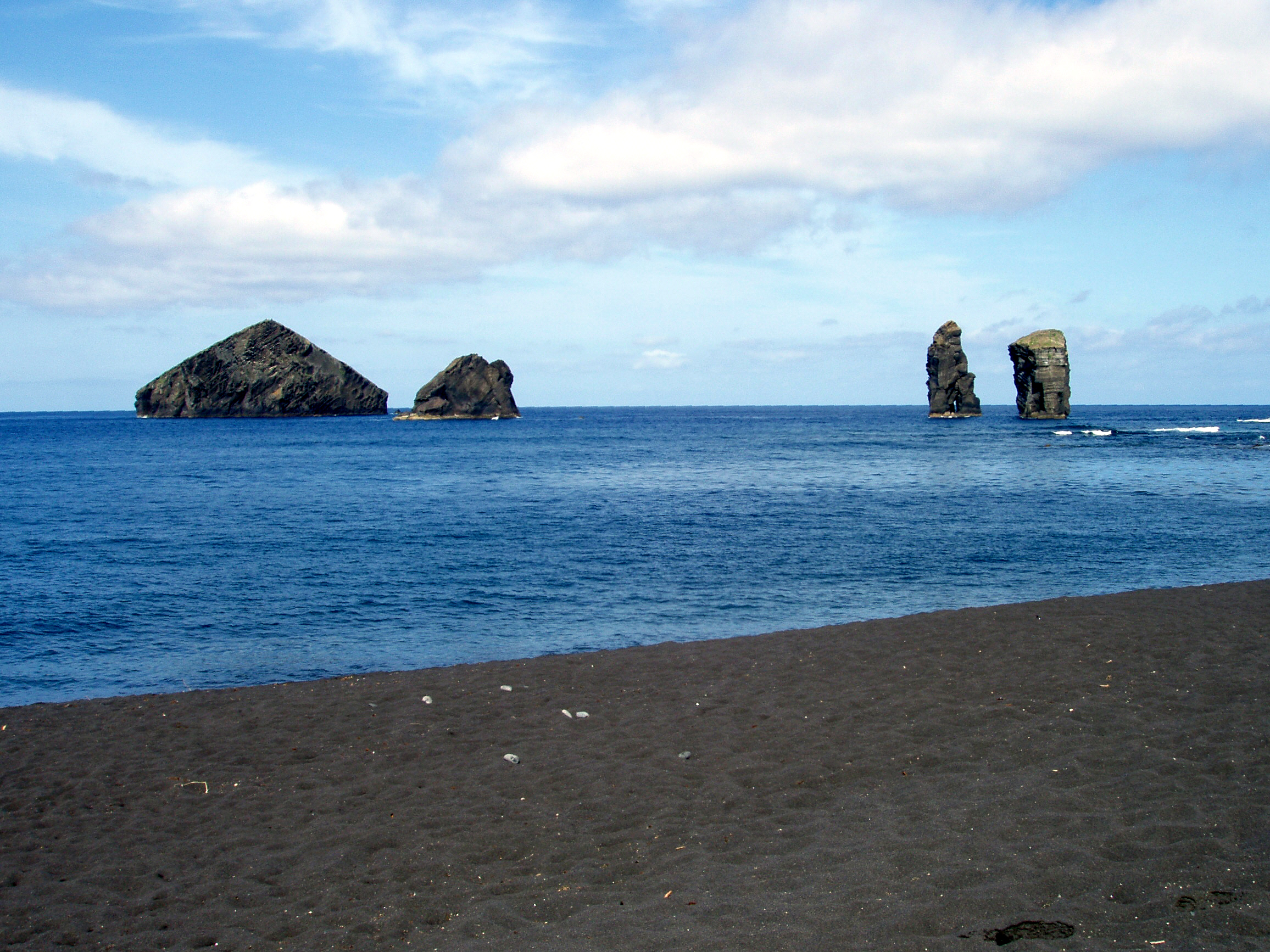
Ilhéus dos Mosteiros

Os ilhéus dos Mosteiros são um conjunto de quatro grandes rochedos existentes a cerca de meia milha náutica da costa da freguesia dos Mosteiros, no extremo ocidental da ilha de São Miguel, Açores. São os restos desmantelados pela erosão marinha de uma pequena ilha formada por um cone litoral de origem hidromagmática, fortemente palagonitizado.
Dentro da tradição céltica do monasticismo em rochedos oceânicos, estas rochas deram o nome de Mosteiros à freguesia vizinha. Com uma altitude máxima de 72m (metros), constituem uma atracção turística daquela freguesia, que a eles devem o seu nome.